# Ута Гаґен
Ута Тайра Гаґен (англ. Uta Thyra Hagen; 12 червня 1919 — 14 січня 2004) — німецько-американська акторка кіно, театру і телебачення, театральна педагогиня.

## Фільмографія
| Рік  |   | Українська назва  | Оригінальна назва    | Роль          |
| ---- | - | ----------------- | -------------------- | ------------- |
| 1972 | ф |                   | The Other            |               |
| 1978 | ф | Хлопці з Бразилії | The Boys from Brazil | Фріда Малоуні |
| 1990 | ф |                   | Reversal of Fortune  |               |